# Марфа и Мария

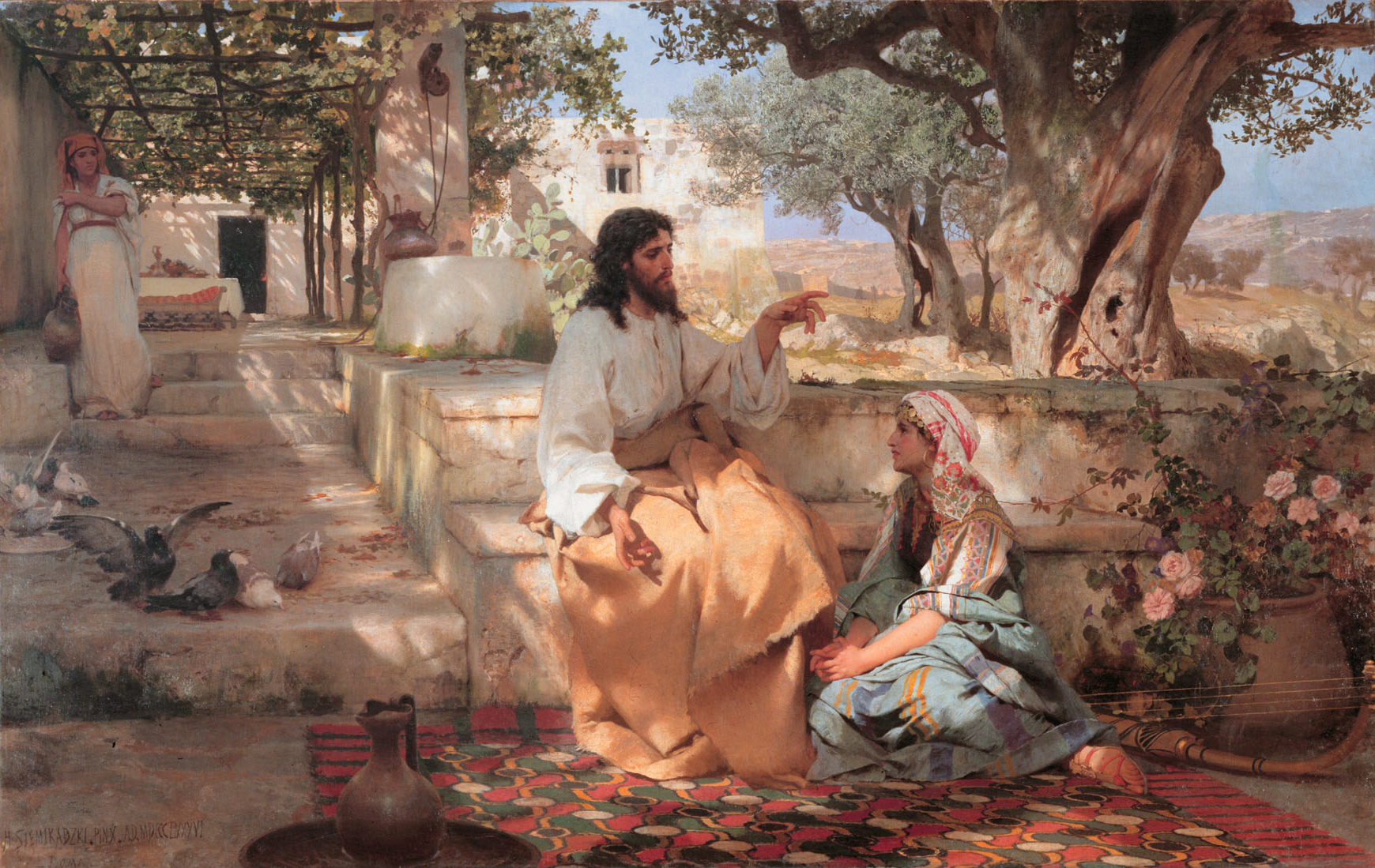
Генрих Семирадский. «Христос в доме Марфы и Марии»

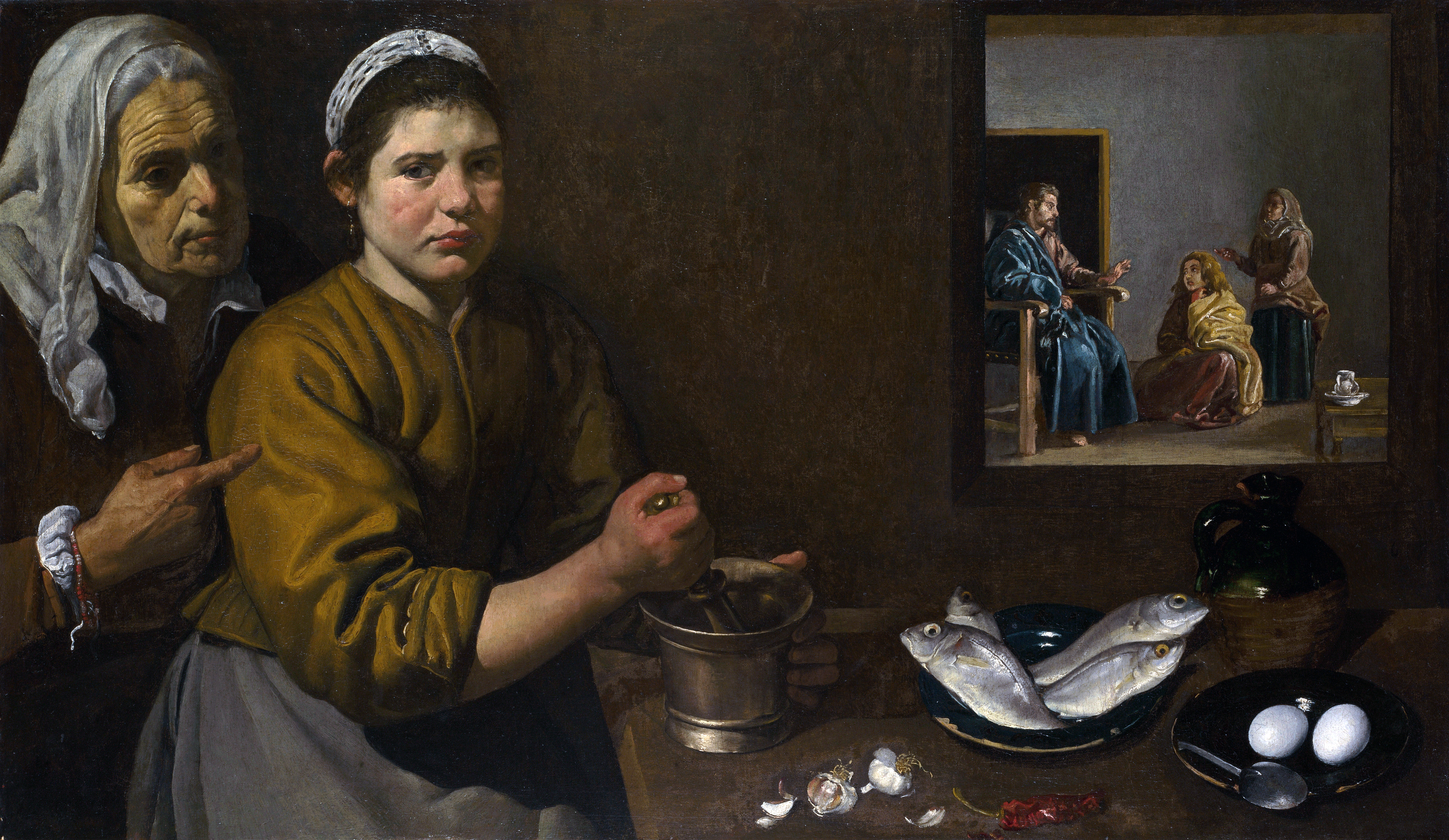
Диего Веласкес. «Христос в доме Марфы и Марии». На переднем плане кухарка и служанка, Иисус с Марфой и Марией отражаются в зеркале на стене.

Ма́рфа и Мари́я — персонажи Нового Завета, сёстры Лазаря из Вифании, в доме которых останавливался Иисус Христос.
Память в Православной церкви в 3-е воскресенье после Пасхи (переходящий праздник), в Католической — 22 июля.
Различный характер сестёр — практичной Марфы и созерцательной Марии — стали символом различных установок в жизни христиан.

## История Марфы и Марии

### Евангельские сюжеты
Женщина, именем Марфа, приняла Его в дом свой; у неё была сестра, именем Мария, которая села у ног Иисуса и слушала слово Его. Марфа же заботилась о большом угощении и, подойдя, сказала: Господи! или Тебе нужды нет, что сестра моя одну меня оставила служить? скажи ей, чтобы помогла мне. Иисус же сказал ей в ответ: Марфа! Марфа! ты заботишься и суетишься о многом, а одно только нужно; Мария же избрала благую часть, которая не отнимется у неё.
— Лк. 10:38—42

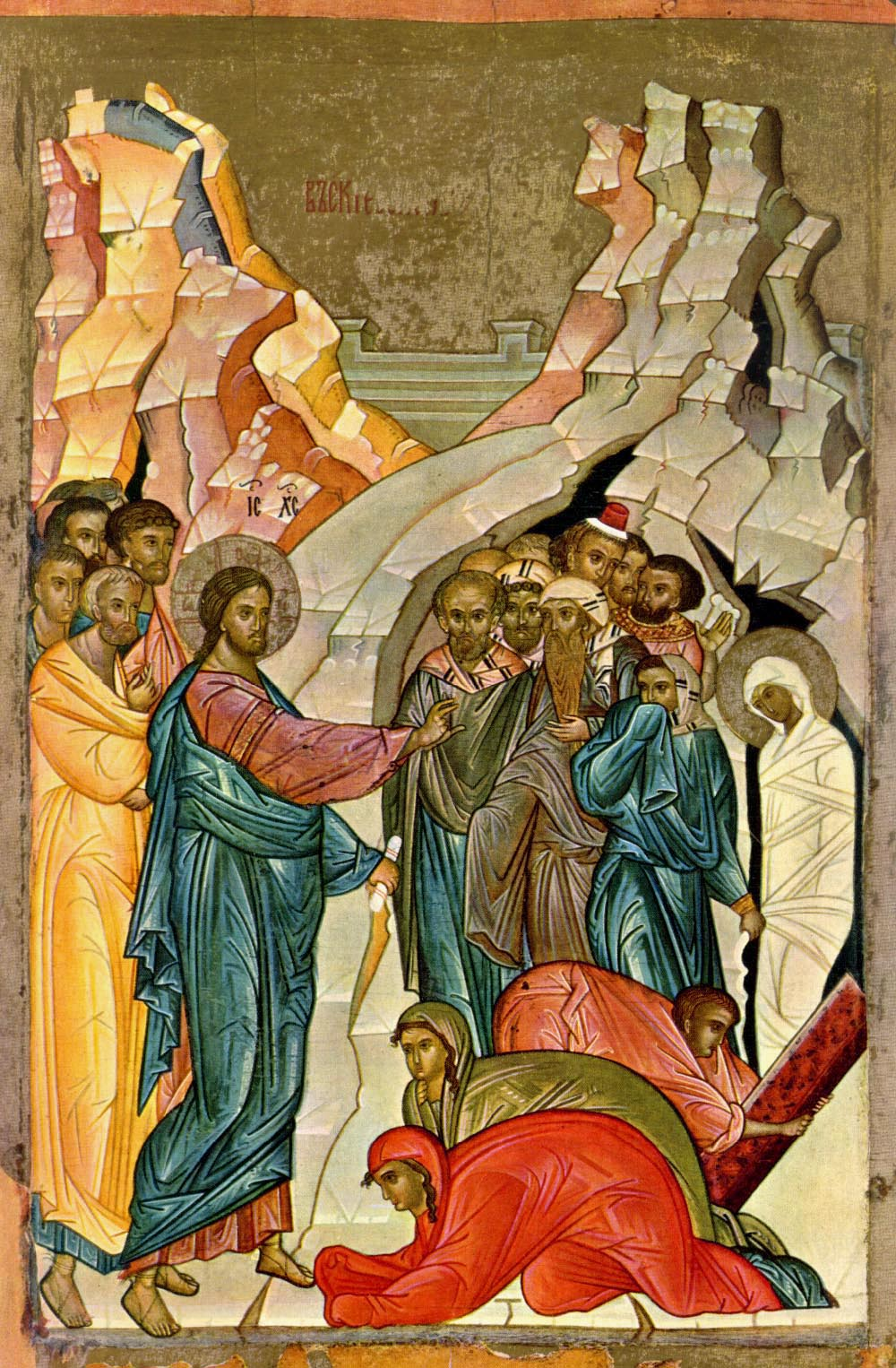
Икона «Воскрешение Лазаря». Сёстры склонились у ног Иисуса.

Кроме того, обе женщины были свидетельницами воскрешения их брата Лазаря, совершённого Иисусом Христом в Вифании. У Иоанна Богослова Мария упоминается как женщина, омывшая ноги Иисусу благовониями, но это противоречит данным трёх других евангелистов.
Священное Предание включает сестёр в число жен-мироносиц.

### Мария из Вифании и Мария Магдалина
В католицизме Мария из Вифании отождествляется с грешницей, омывшей ноги Иисусу (см. Вечеря в Вифании), и с Марией Магдалиной и считается раскаявшейся блудницей.

### Дальнейшая судьба сестёр
Католическая традиция повествует о дальнейшей истории Марии из Вифании (Магдалины) так: вместе с её братом Лазарем, сестрой Марфой, святыми Максимином, Мартеллом и Кидонием она направилась провозглашать христианство в Галлию, в город Массилию (Марсель) или в устье Роны (город Сент-Мари-де-ла-Мер), где через 30 лет скончалась в отшельничестве (см. Мария Магдалина).
Православные сообщения гласят: праведные сёстры Марфа и Мария, уверовавшие во Христа ещё до воскрешения Им их брата Лазаря, по убиении святого архидиакона Стефана, наступлении гонения на Церковь Иерусалимскую и изгнании праведного Лазаря из Иерусалима, помогали своему святому брату в благовествовании Евангелия в разных странах. О времени и месте их мирной кончины сведений не сохранилось.

## Почитание
Храмы, посвящённые сёстрам, на Руси носят имя Марфо-Мариинских (Жён-мироносиц святых праведных).

## В искусстве

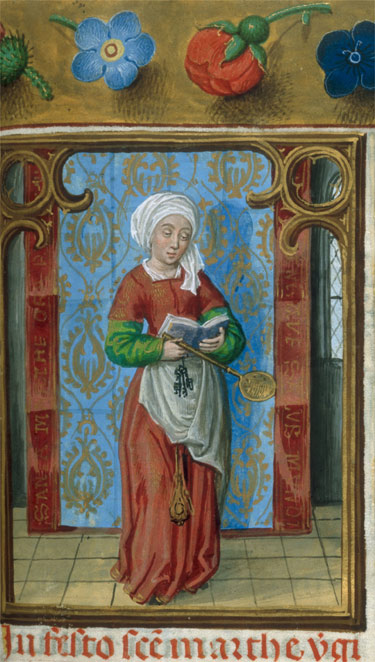
В средневековом манускрипте святая Марфа изображена с поварёшкой

### В живописи
- Картины Веласкеса, Тинторетто, Вермеера, Рубенса[2], Семирадского, Стейнвика[3], Квеллина[4] и других написаны на сюжет «Иисус в доме Марфы и Марии». Караваджо пишет сестёр вдвоём[5], Мария (Магдалина) держит зеркало, символ тщеславия. Другой сюжет на картине Каньяччи «Марфа, упрекающая Марию за её тщеславие»[6]. На картине Мориса Дени[7] сёстры противопоставлены друг другу чёрным и белым цветом одежд.

### В литературе
- Стихотворение Киплинга «Дети Марфы»[8].
- Стихотворение Цветаевой «Отрывки из Марфы»[9].
- Рассказ Карела Чапека из цикла «Апокрифы»[10].
- Стихотворение Габриэлы Мистраль[11].
- Стихотворение Али Кудряшевой «По дому бегает Марфа…»[12]. В авторском прочтении стихотворение можно послушать на аудиоальбоме Али Кудряшевой «Три. Два. Один.»
- Стихотворение Анны Присмановой «Сестры».

### В астрономии
В честь Марфы назван астероид (205) Марфа, открытый в 1879 году.

## Другие Марфы и Марии
- Малоазийские мученицы Марфа и Мария и их брат Ликарион отрок.
- Мученицы Фёкла, Марфа и Мария Персидские (ум. 346).
- Две сестры-вдовы, персонажи древнерусской повести XVII века «Повесть о Марфе и Марии».
- В телесериале «Рассказ служанки» марфа становится нарицательным словом — это профессия женщин-хозяек.